# Zhai bian
Zhai bian (宅變), comercialitzada internacionalment com The Heirloom, ) és una pel·lícula de terror taiwanesa dirigida per Leste Chen, estrenada el 2005.

## Introducció
La pel·lícula comença descrivint una tradició xinesa o taiwanesa poc coneguda de criar fantasmes joves. Moltes famílies riques obtenien un fetus mort i l'alimentarien amb la sang d'un membre de la família per tal d'aconseguir el poder del fantasma. Aquests nens fantasmes eren increïblement útils: no només es podien utilitzar per augmentar la fortuna/sort d'una família, sinó que també podien desfer-se dels enemics de la família.

## Argument
James Yang hereta una antiga mansió que li van deixar els seus pares difunts a Taipei. Es trasllada a la magnífica però terrible mansió amb la seva xicota Yo, que és una ballarina meravellosa. Celebren la seva mudança amb dos amics, Yi-Chen i Cheng. Yi-Chen comença a explorar la casa amb Yo, i les dues dones van a l'àtic encara inexplorat. Yi-Chen, que és periodista, es veu obligada a fer algunes fotos de la família Yang, les fotos de la qual cobreixen completament la paret. L'endemà, Yi-Chen apareix misteriosament a casa seva a mitjanit i li comencen a passar coses estranyes al seu amic Cheng. Finalment, Cheng és trobat mort al seu bany, assassinat misteriosament penjant-se a mitjanit, tot i que no es va trobar cap corda al lloc.
Amb l'ajuda de Yi-Chen, Yo lluita per descobrir la causa d'aquests esdeveniments inquietants. Aviat, descobrirà coses estranyes sobre la casa Yang i els avantpassats del seu xicot.

## Repartiment
- Terri Kwan - Yo
- Jason Chang - James
- Chia-Hui Chang - Yi-Chen
- Tender Huang - Ah-Tseng
- Yi-ching Lu